# Fontpédrouse
Fontpédrouse (em catalão:  Fontpedrosa) é uma comuna francesa na região administrativa da Occitânia, no departamento dos Pirenéus Orientais. Estende-se por uma área de 64.35 km², e possui 120 habitantes, segundo o censo de 2018, com uma densidade de 1.9 hab/km².